# 1976年モントリオールオリンピックの東ドイツ選手団
1976年モントリオールオリンピックの東ドイツ選手団（1976ねんモントリオールオリンピックのひがしドイツせんしゅだん）は、1976年7月17日から8月1日にかけてカナダのモントリオールで開催された1976年モントリオールオリンピックの東ドイツ選手団、およびその競技結果。

## 概要
今大会は金メダル40個、銀メダル25個、銅メダル25個の合計90個のメダルを獲得した。

## メダル
| メダル | 選手名                                                                                                  | 競技   | 種目                      |
| ------ | --- | ------ | ------------------------- |
| 金     | ワルデマール・チェルピンスキー                                                                          | 陸上   | 男子マラソン              |
| 金     | ウド・バイヤー                                                                                          | 陸上   | 男子砲丸投                |
| 金     | ベーベル・エッカート                                                                                    | 陸上   | 女子200m                  |
| 金     | ヨハンナ・シャラー                                                                                      | 陸上   | 女子100mハードル          |
| 金     | マルリース・エルスナー レナーテ・シュテヒャー カーラ・ボーデンドルフ ベーベル・エッカート               | 陸上   | 女子4×100mリレー          |
| 金     | ドリス・マレツキ ブリギッテ・ローデ エレン・シュトライト クリスティナ・ブレーマー                       | 陸上   | 女子4×400mリレー          |
| 金     | ローズマリー・アッカーマン                                                                              | 陸上   | 女子走高跳                |
| 金     | アンゲラ・フォイクト                                                                                    | 陸上   | 女子走幅跳                |
| 金     | エヴェリン・シュラーク                                                                                  | 陸上   | 女子円盤投                |
| 金     | ルート・フックス                                                                                        | 陸上   | 女子やり投                |
| 金     | ジーグルン・ジーグル                                                                                    | 陸上   | 女子五種競技              |
| 金     | コルネリア・エンダー                                                                                    | 競泳   | 女子100m自由形            |
| 金     | コルネリア・エンダー                                                                                    | 競泳   | 女子200m自由形            |
| 金     | ペトラ・チューマー                                                                                      | 競泳   | 女子400m自由形            |
| 金     | ペトラ・チューマー                                                                                      | 競泳   | 女子800m自由形            |
| 金     | ウルリケ・リヒター                                                                                      | 競泳   | 女子100m背泳ぎ            |
| 金     | ウルリケ・リヒター                                                                                      | 競泳   | 女子200m背泳ぎ            |
| 金     | ハンナロール・アンケ                                                                                    | 競泳   | 女子100m平泳ぎ            |
| 金     | コルネリア・エンダー                                                                                    | 競泳   | 女子100mバタフライ        |
| 金     | アンドレア・ポラック                                                                                    | 競泳   | 女子200mバタフライ        |
| 金     | ウルリケ・タウバー                                                                                      | 競泳   | 女子400m個人メドレー      |
| 金     | ウルリケ・リヒター ハンナロール・アンケ コルネリア・エンダー アンドレア・ポラック                       | 競泳   | 女子4×100mメドレーリレー  |
| 金     | クラウス＝ユルゲン・グリュンケ                                                                          | 自転車 | 男子1000mタイムトライアル |
| 銀     | ハンス・ゲオルク・ライマン                                                                              | 陸上   | 男子20km競歩              |
| 銀     | マンフレート・ココット イェルク・プファイファー クラウス＝ディーター・クラット アレクサンダー・ティーム | 陸上   | 男子4×100mリレー          |
| 銀     | ヴォルフガング・シュミット                                                                              | 陸上   | 男子円盤投                |
| 銀     | レナーテ・シュテヒャー                                                                                  | 陸上   | 女子100m                  |
| 銀     | クリスティナ・ブレーマー                                                                                | 陸上   | 女子400m                  |
| 銀     | グンヒルト・ホフマイスター                                                                              | 陸上   | 女子1500m                 |
| 銀     | クリスティン・ラーザー                                                                                  | 陸上   | 女子五種競技              |
| 銀     | ペトラ・プリーマー                                                                                      | 競泳   | 女子100m自由形            |
| 銀     | ビルギット・トライバー                                                                                  | 競泳   | 女子100m背泳ぎ            |
| 銀     | ビルギット・トライバー                                                                                  | 競泳   | 女子200m背泳ぎ            |
| 銀     | アンドレア・ポラック                                                                                    | 競泳   | 女子100mバタフライ        |
| 銀     | ウルリケ・タウバー                                                                                      | 競泳   | 女子200mバタフライ        |
| 銀     | ペトラ・プリーマー コルネリア・エンダー クラウディア・ヘンペル アンドレア・ポラック                     | 競泳   | 女子4×100m自由形リレー    |
| 銅     | フランク・バウムガルトル                                                                                | 陸上   | 男子3000m障害             |
| 銅     | ペーター・フレンケル                                                                                    | 陸上   | 男子20km競歩              |
| 銅     | フランク・ヴァルテンベルク                                                                              | 陸上   | 男子走幅跳                |
| 銅     | レナーテ・シュテヒャー                                                                                  | 陸上   | 女子200m                  |
| 銅     | エレン・シュトライト                                                                                    | 陸上   | 女子400m                  |
| 銅     | エルフィ・ツィン                                                                                        | 陸上   | 女子800m                  |
| 銅     | ウルリケ・クラペチンスキー                                                                              | 陸上   | 女子1500m                 |
| 銅     | ガブリエーレ・ヒンツマン                                                                                | 陸上   | 女子円盤投                |
| 銅     | ブルクリンデ・ポラック                                                                                  | 陸上   | 女子五種競技              |
| 銅     | ローラント・マッテス                                                                                    | 競泳   | 男子100m背泳ぎ            |
| 銅     | ローズマリー・ガブリエル                                                                                | 競泳   | 女子200mバタフライ        |
| 銅     | トマス・フシュケ                                                                                        | 自転車 | 男子4000m個人追い抜き     |
| 銅     | ユルゲン・ゲシュケ                                                                                      | 自転車 | 男子スプリント            |